# Câlnic, Caraș-Severin
Câlnic este o localitate componentă a municipiului Reșița din județul Caraș-Severin, Banat, România.

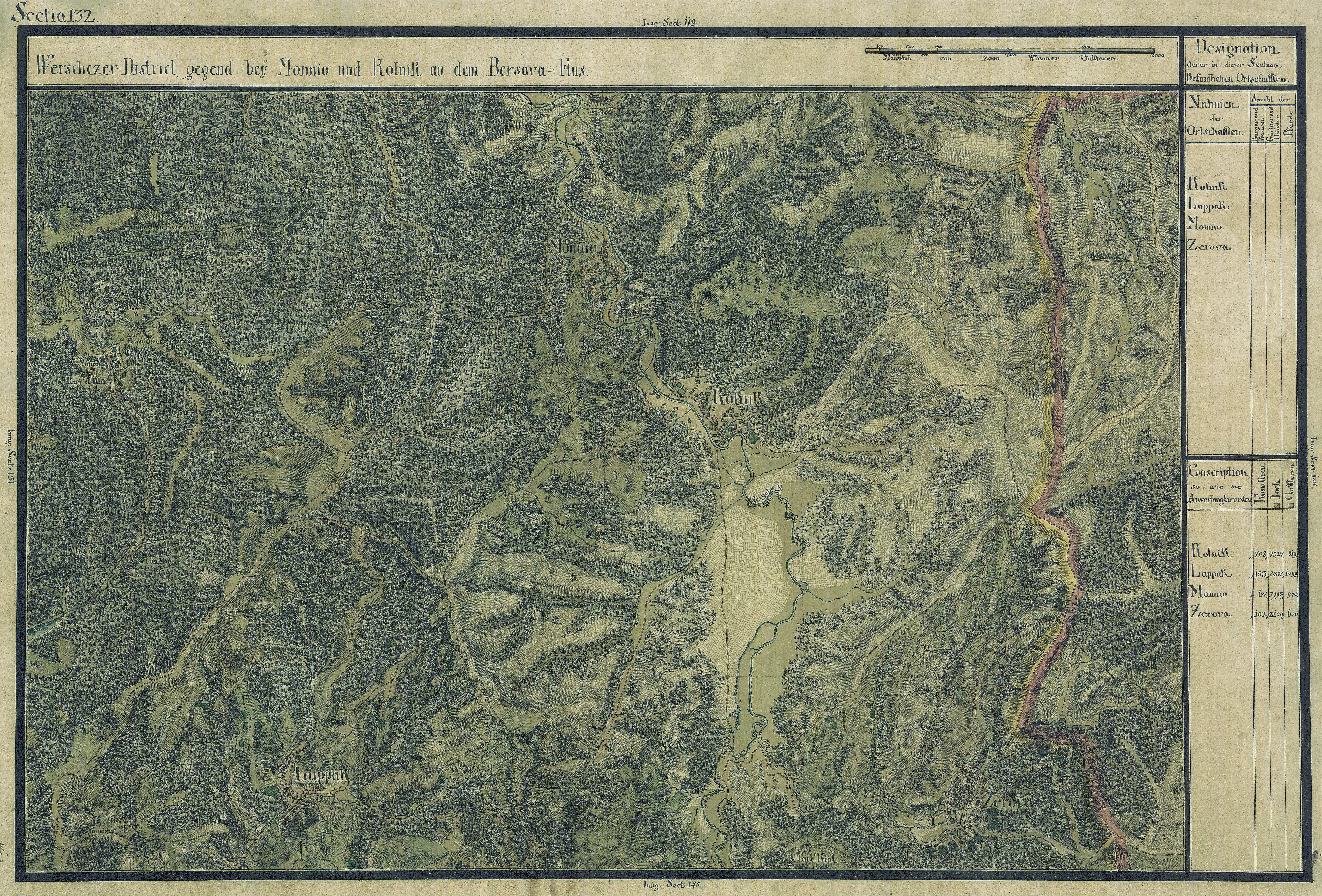
Câlnic pe Harta Iosefină a Banatului, 1769-1772

Numele localității apare pentru prima data pomenit în secolul al XV-lea, când e amintit nobilul "Lucas de Câlnic". În secolul al XVI-lea satul avea 105 locuitori și făcea parte din nahja (unitate administrativă otomană) Bocșei. În 1597 după ce fusese recuperat de la otomani,satul era donat lui Ladislau Harmati.  În secolele următoare principalele ocupații ale locuitorilor erau creșterea animalelor, cultivarea porumbului și fierberea țuicii (activitate pentru care câlnicenii sunt recunoscuți până în prezent). 
La începutul secolului al XX-lea localitatea avea 1800 de locuitori cu biserică și școală bine întreținute, fiind considerată una dintre cele mai prospere din Banatul Montan.  În prezent este cartier al orașului Reșita având în jur de 2.000 de locuitori angrenați atât în activități industriale cât și în cele tradiționale (agricultură și păstorit).